# Prémontré
Prémontré è un comune francese di 774 abitanti situato nel dipartimento dell'Aisne della regione dell'Alta Francia.

## Monumenti e luoghi d'interesse
- Abbazia di Prémontré

## Società

### Evoluzione demografica
Abitanti censiti